# 驼背丘腹蛛
驼背丘腹蛛（学名：Episinus gibbus）为球蛛科丘腹蛛属的动物。在中国大陆，分布于海南等地。